# Micranisa amplissima
Micranisa amplissima is een vliesvleugelig insect uit de familie Pteromalidae. De wetenschappelijke naam is voor het eerst geldig gepubliceerd in 1975 door Abdurahiman & Joseph.